# Castillo de Montbéliard
El castillo de Montbéliard, también conocido como castillo de los Duques de Wurtemberg, es una antigua fortaleza localizada sobre una prominente roca que sobrevuela la ciudad de Montbéliard, en el departamento francés de Doubs. Desde 1996 ha sido clasificado como monumento histórico por el Ministerio Francés de Cultura.

## Historia
Se cree que existía una fortaleza en este sitio desde los tiempos galorromanos, aunque entonces sería solo una torre de vigía de madera actuando como puesto de observación para la defensa de la ciudad de Mandeure (Epomanduodurum).
Hasta 1397, el castillo perteneció a la familia Montfaucon. El matrimonio de Henriette d'Orbe con Everardo IV, hijo del conde Everardo III de Wurtemberg, transfirió la propiedad del castillo a la familia Wurtemberg. Fue el hogar de Sofía Dorotea de Brandeburgo-Schwedt, madre de la emperatriz María Feodorovna de Rusia.
En 1793, el castillo pasó a formar parte de la Francia Revolucionaria. Sirvió como puesto de guarnición hasta 1933, cuando fue transformado en un museo de historia.

## Arquitectura

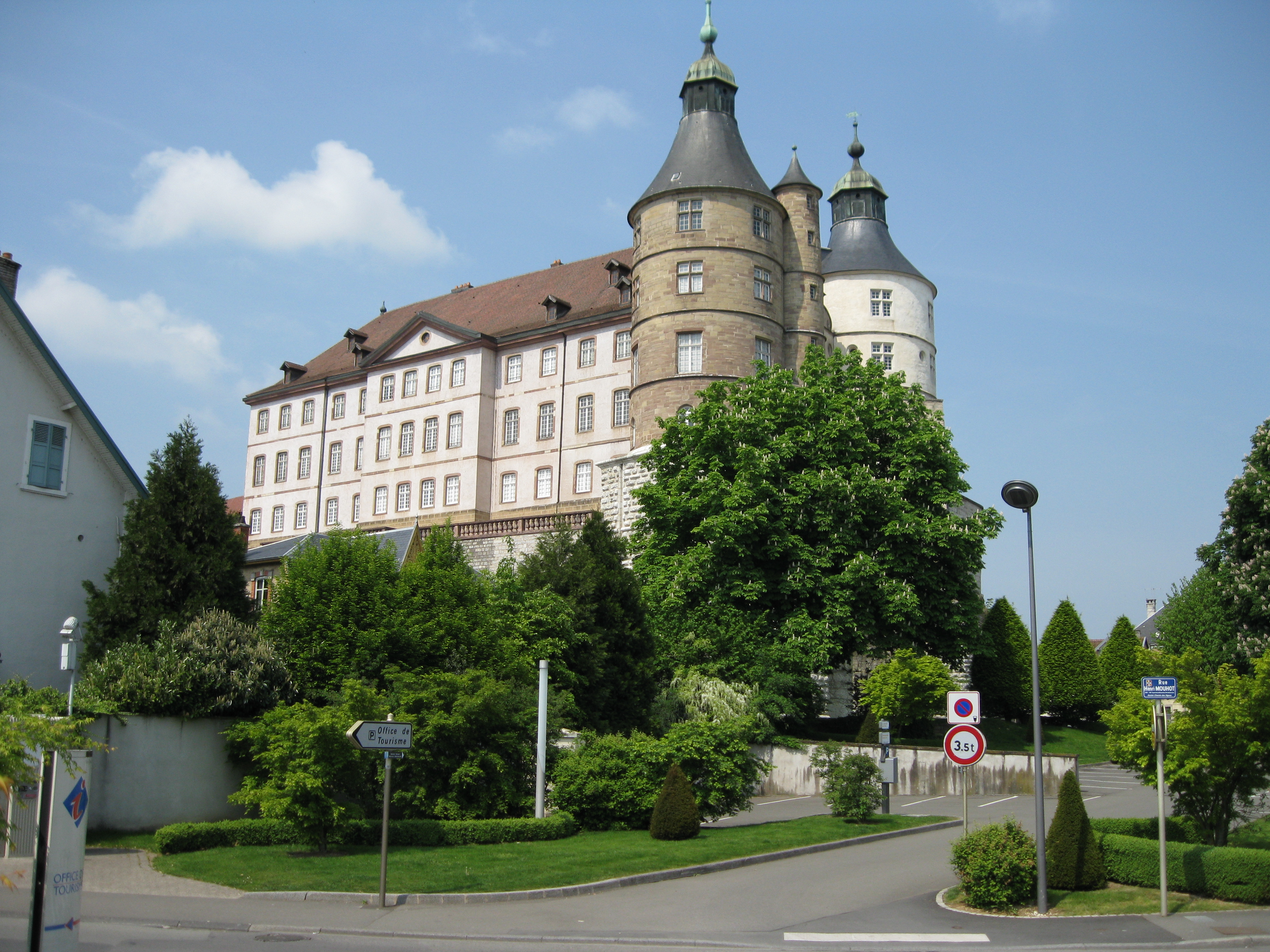

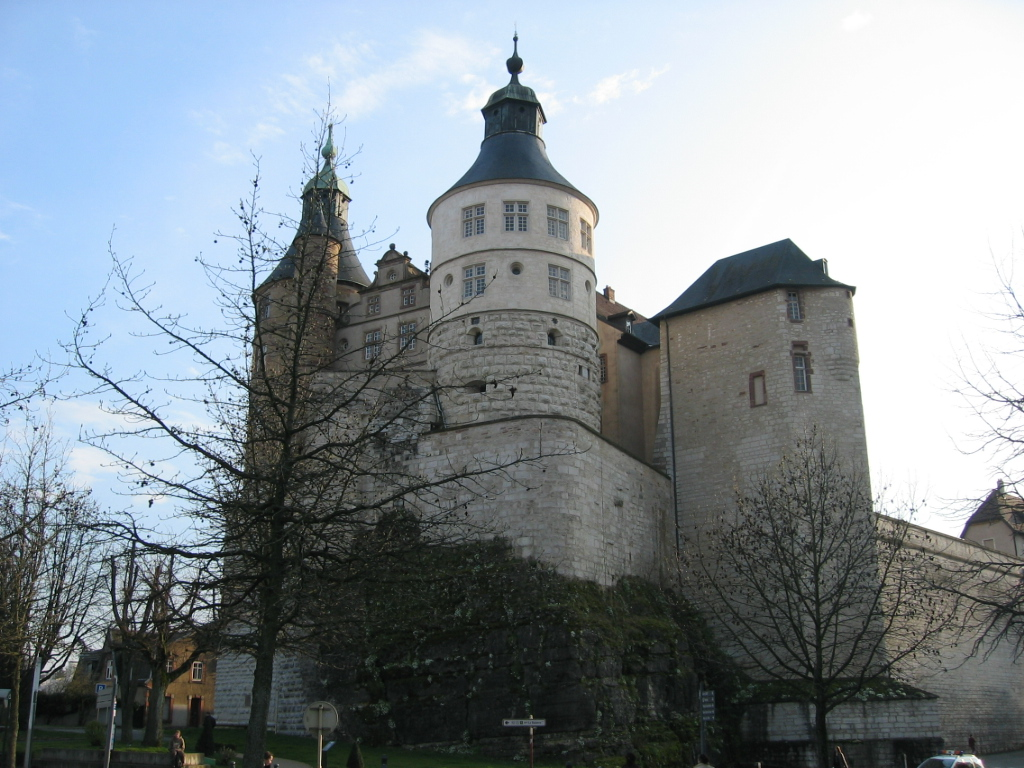

El castillo estuvo una vez dividido en dos partes alrededor de la antigua iglesia de Saint-Maimbœuf que dominaba la explanada del castillo con su alto campanario.
El Châtel-Derrière (castillo de detrás), al este, tiene dos torres imponentes, la torre Henriette (construida en 1424) y la torre Frédéric (1572). Contenía la recepción y apartamentos privados de los condes y duques que se sucedieron, primero en el condado y después en el principado de Montbéliard. Esta parte del castillo estaba separada por un ancho y profundo foso (que ya no existe hoy en día), salvado por un puente levadizo.
El Châtel-Devant (castillo de delante), al oeste, domina la ciudad de Allan y el río Lizaine (sobre sus canales subterráneos) y contiene a lo largo de su fachada norte la única entrada a la fortaleza, junto con su puente levadizo y rastrillo. El puente levadizo salva un foso que fue añadido para proteger la entrada; este foso fue rellenado durante las grandes transformaciones del siglo XVIII que modificaron aspectos del castillo. Châtel-Devant comprendía en su perímetro los edificios de guarnición (que en ocasiones también albergaban viajeros oficiales), los establos, la cetrería y el arsenal que almacenaba cañones, municiones y armamento necesarios para la defensa del castillo y la ciudad. La imponente masa del Hôtel du Baili (el alojamiento del alguacil) siempre dominó esta parte del castillo. Todavía puede distinguirse el edificio de la cancillería que se localizaba inmediatamente pasada la entrada del castillo.
Se dijo que el castillo estaba en un estado de avanzada decadencia a finales del siglo XVIII. Algunos edificios fueron demolidos y reconstruidos durante los siglos XVIII y XIX. Dos prominentes transformaciones del siglo XIX fueron la demolición de la Iglesia de Saint-Maimbœuf en 1810 y la destrucción del edificio llamado "entre les tours" (entre las torres), que era un casa flanqueada por las torres Henriette y Frederique que caracterizan el Châtel-Derrière y que dan al castillo su aspecto imponente. Esta casa fue reemplazada por una fachada decorada con espiras en estilo germánico del siglo XVII.

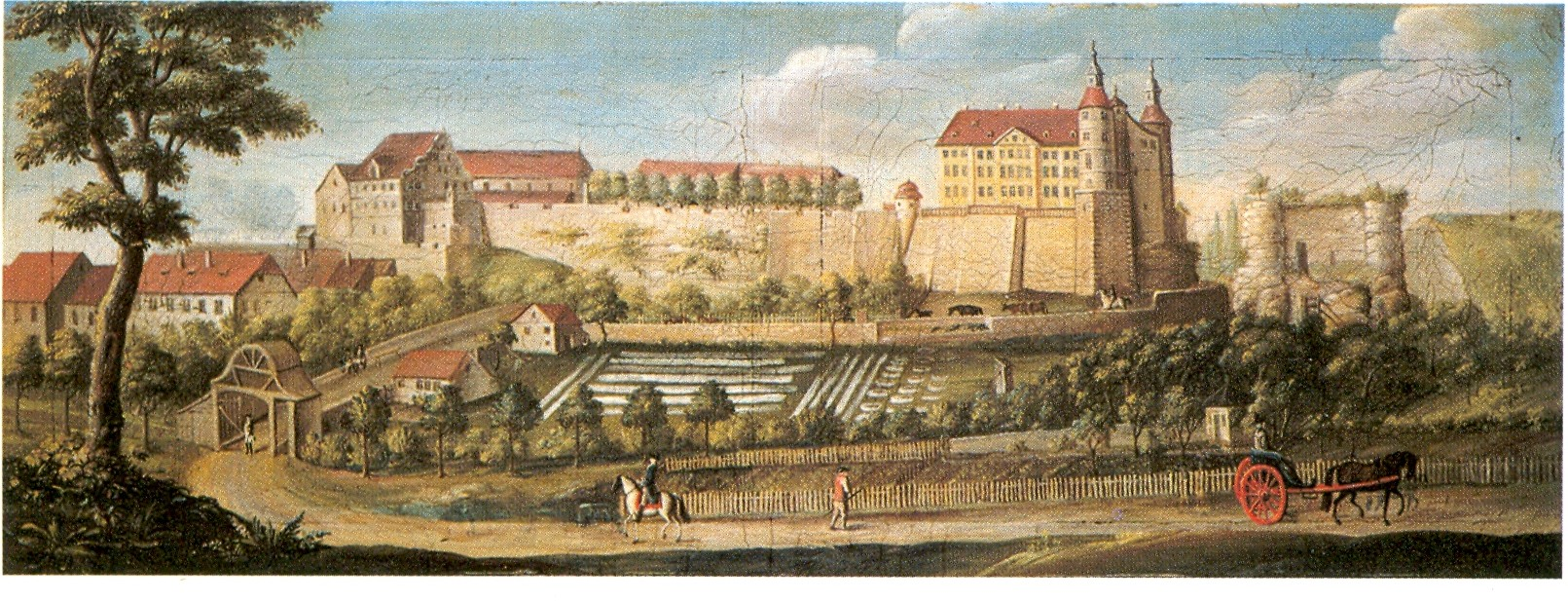
Castillo de los condes de Montbéliard (después duques de Wurtemberg) en la Edad Media, Museo Beurnier-Rossel de Montbéliard.

## Galería de imágenes

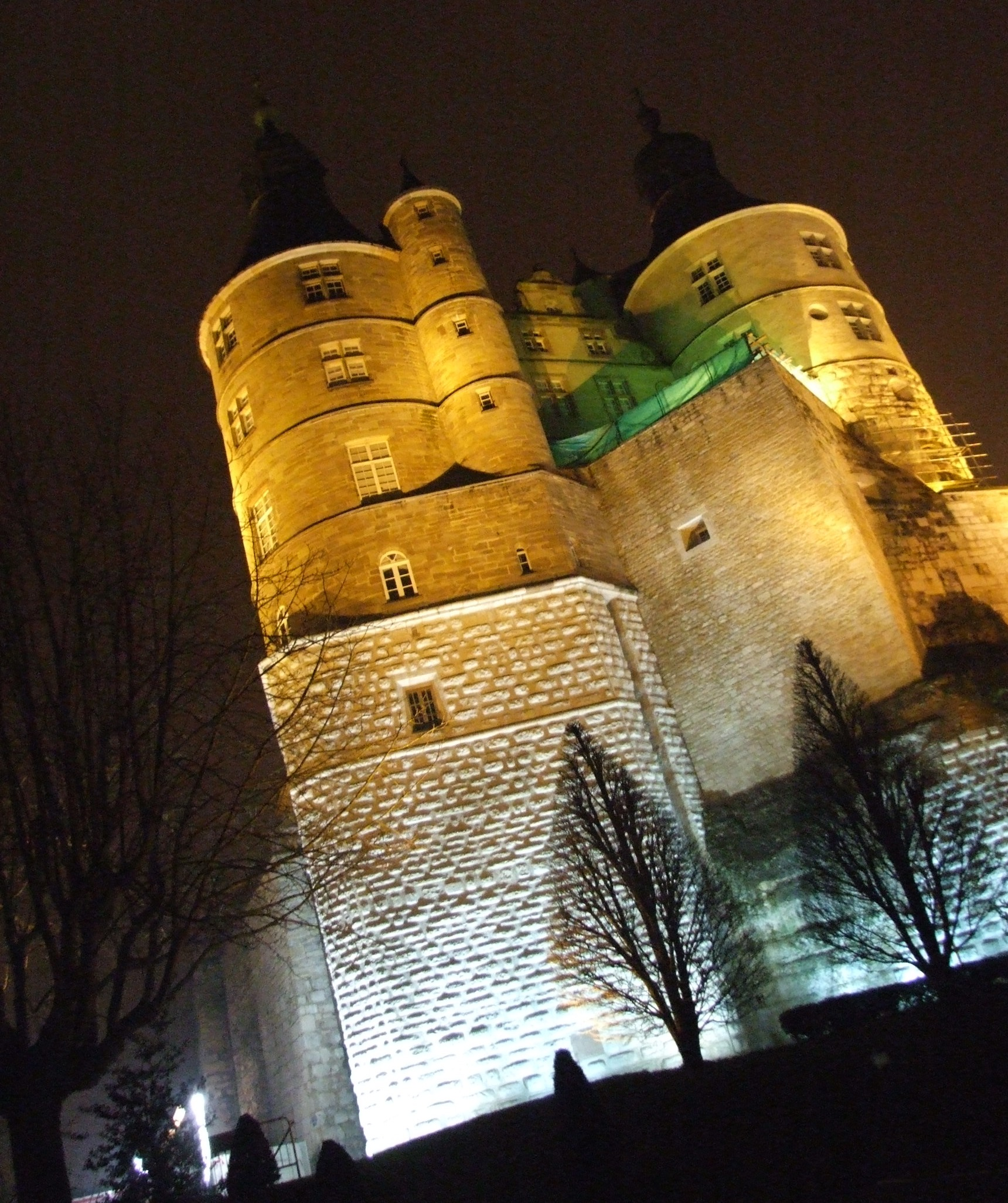
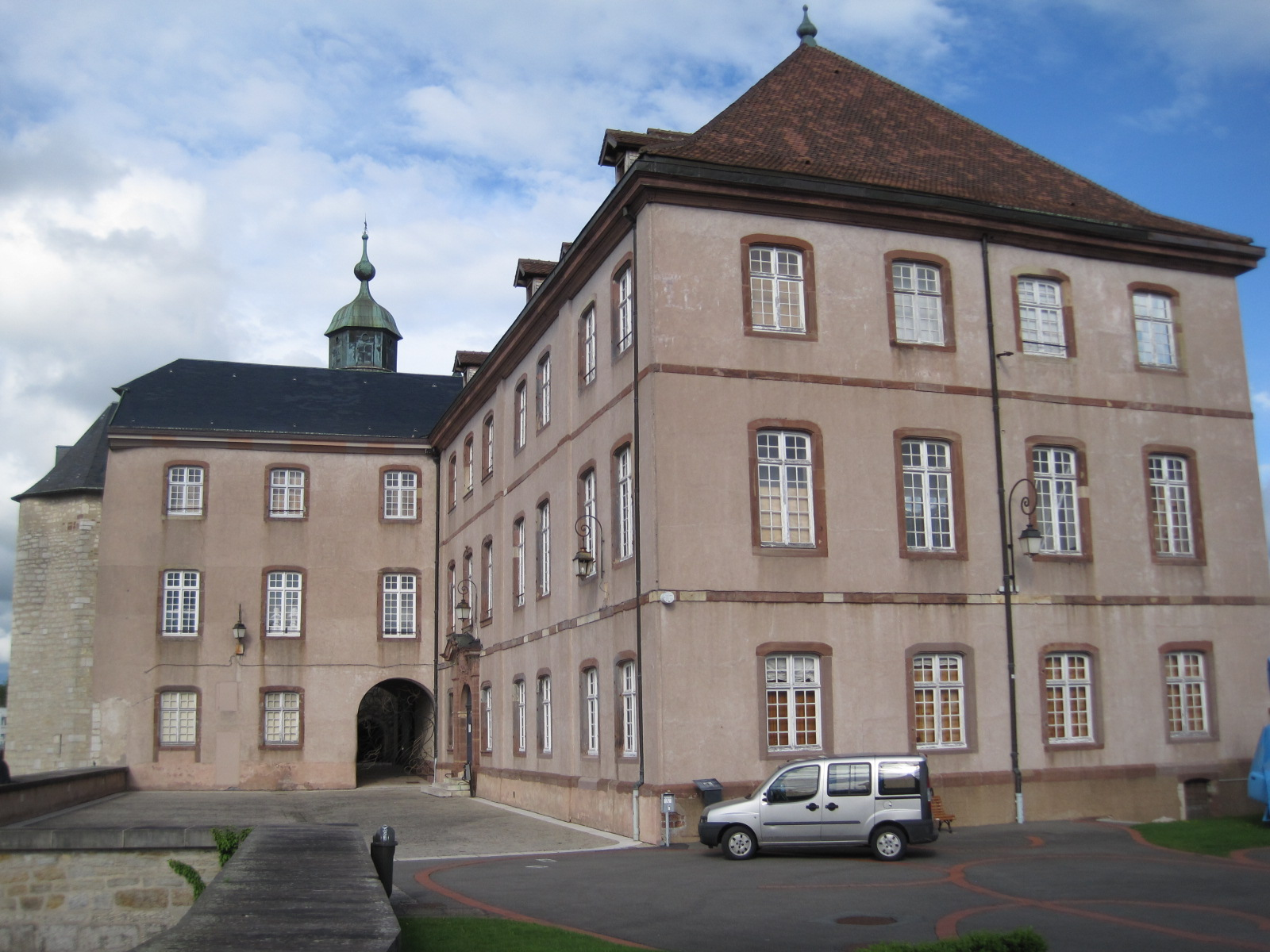
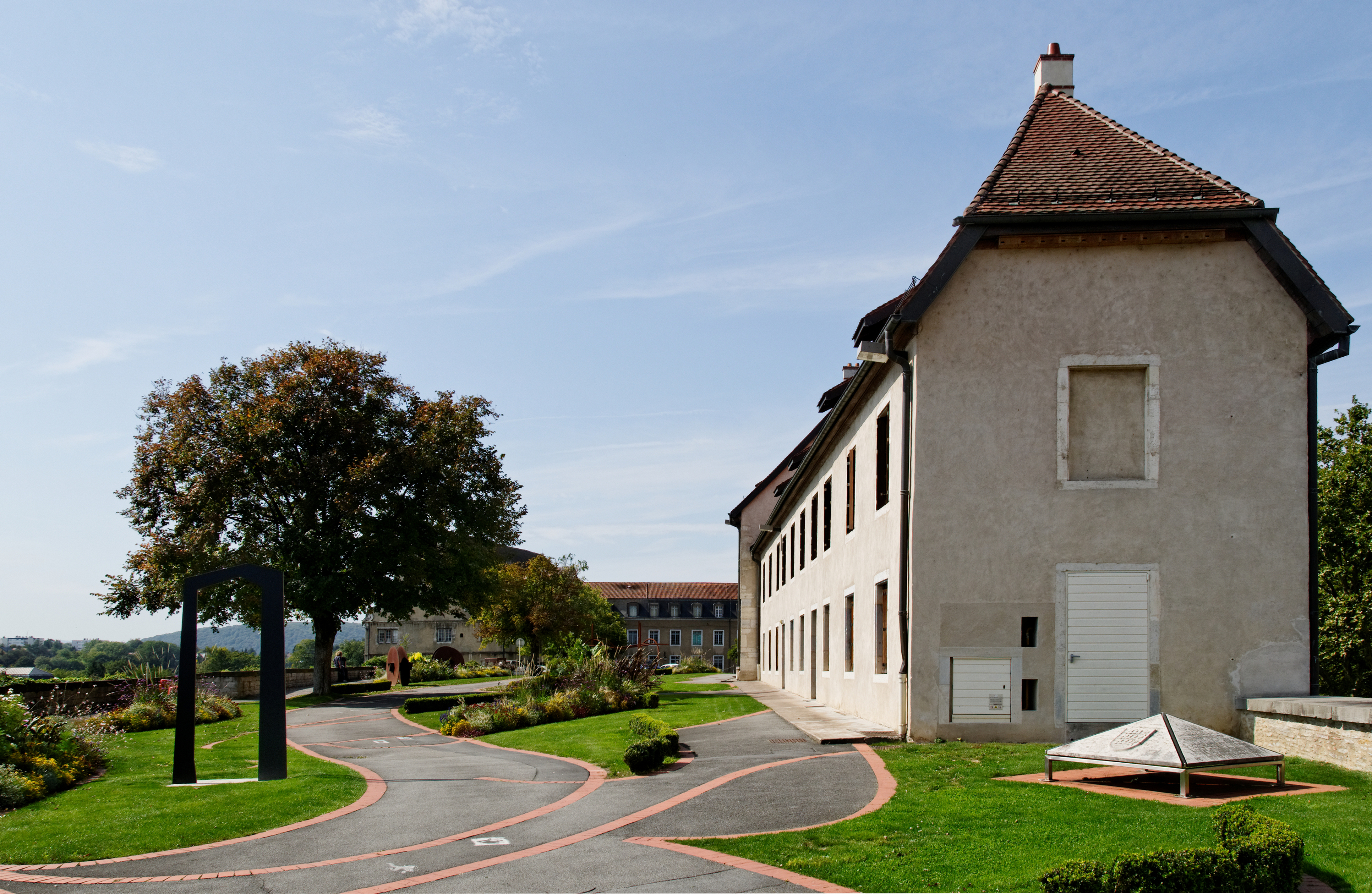
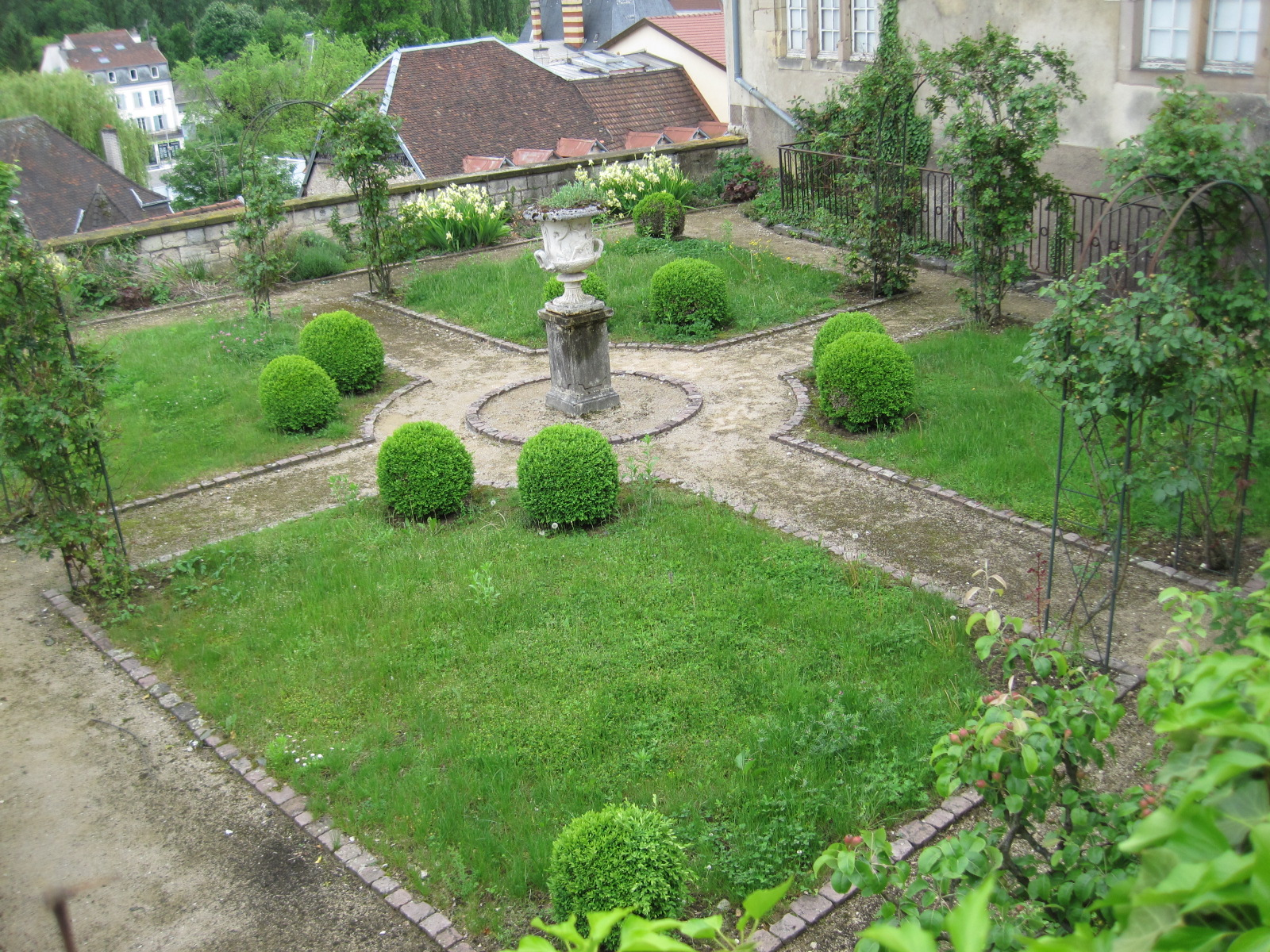
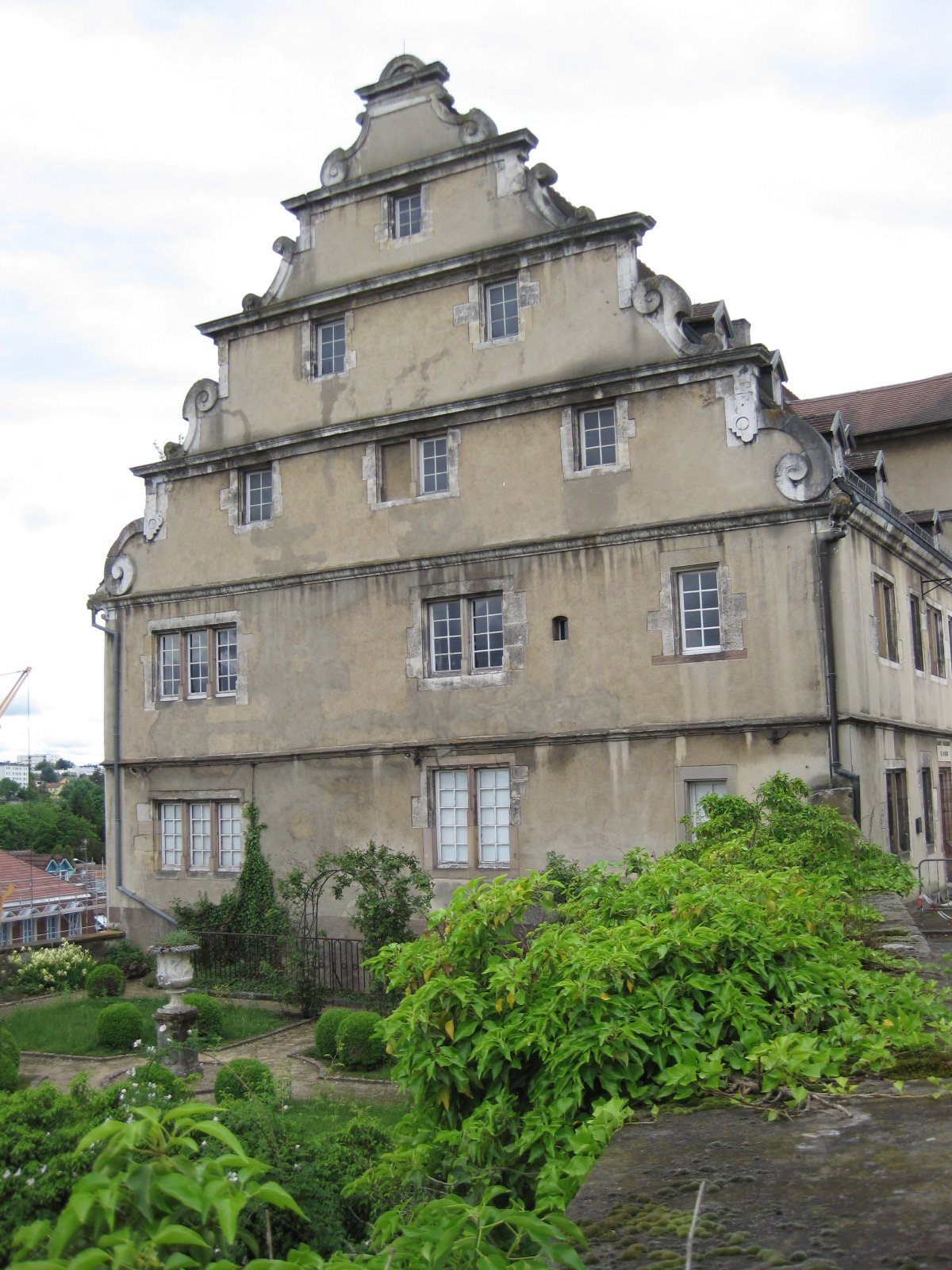